# Csilla Batorfi
Csila Batorfi född 3 mars 1969 i Szombathely, Folkrepubliken Ungern, är en ungersk före detta bordtennisspelare.
Batorfi var europamästare i alla discipliner. 
Batorfi deltog i tretton VM turneringar mellan 1985 och 2005 och tog 2 brons.
Hon deltog i elva EM turneringar mellan 1986 och 2005 och tog 9 guld, 5 silver och 2 brons.
Hon vann även Europa Top 12 3 gånger och var med i OS fem gånger med en fjärde plats i dubbel som främsta merit.

## Meriter
- Bordtennis VM
  - 1987 i New Delhi
    - 3:e plats med det ungerska laget

  - 1989 i Dortmund
    - 4:e plats med det ungerska laget

  - 1991 i Chiba
    - kvartsfinal singel
    - kvartsfinal dubbel
    - 4:e plats med det ungerska laget

  - 1995 i Tianjin
    - 3:a plats dubbel (med Krisztina Tóth)
    - 7:e plats med det ungerska laget

  - 1999 i Eindhoven
    - kvartsfinal dubbel

  - 2003 i Paris
    - kvartsfinal dubbel

  - 2005 i Shanghai
    - kvartsfinal dubbel

- Bordtennis EM
  - 1986 i Prag
    - 1:a plats singel
    - kvartsfinal dubbel
    - 1:a plats med det Ungerska laget

  - 1988 i Paris
    - 1:a plats dubbel (med Edit Urbán)

  - 1990 i Göteborg
    - kvartsfinal singel
    - 1:a plats dubbel (med Gabriella Wirth)
    - 1:a plats med det Ungerska laget

  - 1992 i Stuttgart
    - kvartsfinal singel
    - 2:a plats dubbel (med Gabriella Wirth)
    - 3:e plats mixed dubbel

  - 1994 i Birmingham
    - kvartsfinal singel
    - 1:a plats dubbel (med Krisztina Tóth)
    - 1:a plats mixed dubbel (med Zoran Primorac)

  - 1996 i Bratislava
    - kvartsfinal dubbel
    - 2:a plats med det Ungerska laget

  - 1998 i Eindhoven
    - kvartsfinal singel
    - kvartsfinal dubbel
    - 2:a plats med det Ungerska laget

  - 2000 i Bremen
    - 1:a plats dubbel (med Krisztina Tóth)
    - 1:a plats med det Ungerska laget

  - 2002 i Zagreb
    - 3:a plats singel
    - kvartsfinal dubbel

  - 2003 i Courmayeur
    - 2:a plats dubbel (med Krisztina Tóth)

  - 2005 i Ålborg
    - 2:a plats dubbel (med Krisztina Tóth)

- Europa Top 12
  - 1986 i Södertälje 7:e plats
  - 1987 i Basel 1:a
  - 1989 i Charleroi 2:a
  - 1990 i Hannover 7:e
  - 1991 i Hertogenbosch 5:e
  - 1992 i Wien 1:a
  - 1993 i Köpenhamn 5:e
  - 1994 i Arezzo 9:e
  - 1995 i Dijon 7:e
  - 1996 i Charleroi 2:a
  - 1998 i Halmstad 3:e
  - 1999 i Split 5:e
  - 2000 i Alassio 7:e
  - 2001 i Wels 1:a
  - 2002 i Rotterdam
  - 2003 i Saarebrucken 9:e
  - 2004 i Frankfurt 9:e